# Электронная вычислительная машина
Электро́нная вычисли́тельная маши́на (ЭВМ) — комплекс технических, аппаратных и программных средств, предназначенных для автоматической обработки информации, вычислений, автоматического управления. При этом основные функциональные элементы (логические, запоминающие, индикационные и др.) выполнены на электронных элементах. Термин машина означает устройство, выполняющее механические движения. Современные компьютеры в узком понимании термина не являются машинами, название сохранилось за ними от простых счётных машин.
В 80-е годы годы термин электронная вычислительная машина стали отождествлять с термином цифровая вычислительная машина, исключая из понятия ЭВМ электронные аналоговые вычислительные машины.
В настоящее время термин ЭВМ, как относящийся больше к вопросам конкретной физической реализации компьютера, почти вытеснен из бытового употребления и в основном используется инженерами цифровой электроники, как правовой термин в юридических документах, а также в историческом смысле — для обозначения вычислительной техники 1940—1980-х годов и больших вычислительных устройств, в отличие от персональных (ПЭВМ).
Задолго до появления ЭВМ существовали другие виды вычислительных машин.

## История создания ЭВМ
- Первые гражданские электромеханические вычислительные машины Z1 и Z2 были созданы в конце 1930-х годов в Германии.
- 1941 год — Конрад Цузе создал вычислительную машину Z3, которая имела все свойства современного компьютера.
- 1942 год — в университете штата Айова Джон Атанасов и его аспирант Клиффорд Берри создали (а точнее — разработали и начали монтировать) первую в США электронную цифровую вычислительную машину. Хотя эта машина так и не была завершена в связи с уходом Атанасова на войну, она, как пишут историки, оказала большое влияние на Джона Мокли, который, спустя четыре года создал первую в мире ЭВМ ЭНИАК.
- В конце 1943 года заработала английская вычислительная машина специального назначения «Колосс». Машина работала над расшифровкой секретных кодов нацистской Германии.
- В 1944 году Конрад Цузе разработал ещё более быструю вычислительную машину — Z4.
- 1946 год стал годом создания первой американской гражданской универсальной электронной цифровой вычислительной машины ЭНИАК.
- 4 декабря 1948 года Государственный комитет Совета министров СССР по внедрению передовой техники в народное хозяйство выдал И. С. Бруку и Б. И. Рамееву авторское свидетельство № 10475 на изобретение цифровой ЭВМ[4].
- В 1950 году в Киеве под руководством академика С. А. Лебедева был создан первый советский сверхвычислитель МЭСМ, на следующий год в Москве под руководством И. С. Брука была создана ЭВМ М-1.
- В 1959 году в Париже состоялся Всемирный компьютерный конгресс и была создана международная федерация по обработке информации[5]
- С конца 60-х ЭВМ применяются на космических кораблях Союз и Л-1 (облёт Луны).
- 1967 стал годом, посвящённым формальным методам проектирования электронных вычислительных машин под руководством Глушкова.
- 30 октября 1967 года в СССР произведена первая в мире полностью автоматическая стыковка двух космических аппаратов (беспилотных кораблей «Союз» под названиями «Космос-186» и «Космос-188»[6].
- В 1969 году ЭВМ ракеты Н-1 обрабатывал данные с более чем 13 тысяч датчиков ракеты.
- К 1984 году в СССР было 10 тыс. компьютеров в школах.

## Основные виды ЭВМ
По размеру аппаратной части могут быть выделены различные классы ЭВМ.
- Супер ЭВМ (Суперкомпьютеры).
- Большие ЭВМ (Мэйнфреймы).
- Мини-ЭВМ — малая ЭВМ, имеет небольшие размеры и стоимость. Появившись в конце 1960-х годов, мини-ЭВМ имели широкие возможности в решении задач различных классов.
- МикроЭВМ — ЭВМ малых размеров, созданная на базе микропроцессора. Ранее различали микроЭВМ следующих видов: встроенные и персональные, настольные и портативные, профессиональные и бытовые. Термин ПЭВМ (персональная ЭВМ)[8][9] вытеснен синонимом «персональный компьютер» (сокращённо: ПК).